# Палладийгадолиний
Палла̀дийгадоли′ний — бинарное неорганическое соединение, интерметаллид
палладия и гадолиния
с формулой GdPd,
кристаллы.

## Получение
- Сплавление стехиометрических количеств чистых веществ:

{\displaystyle {\mathsf {Pd+Gd\ {\xrightarrow {1380^{o}C}}\ GdPd}}}

## Физические свойства
Палладийгадолиний образует кристаллы ромбической сингонии, пространственная группа Cmcm, параметры ячейки a = 0,3736 нм, b = 1,055 нм, c = 0,4548 нм, Z = 4,
структура типа борида хрома CrB
.
Имеет область гомогенности шириной 1÷1,5 ат.% в сторону уменьшения содержания палладия.
Соединение конгруэнтно плавится при температуре 1380 °C,
при температуре 1005÷1038 °C происходит фазовый переход.